# Arlington (Tennessee)
Arlington is een plaats (town) in de Amerikaanse staat Tennessee, en valt bestuurlijk gezien onder Shelby County.

## Demografie
Bij de volkstelling in 2000 werd het aantal inwoners vastgesteld op 2569.
In 2006 is het aantal inwoners door het United States Census Bureau geschat op 3693, een stijging van 1124 (43,8%).

## Geografie
Volgens het United States Census Bureau beslaat de plaats een oppervlakte van
52,9 km², geheel bestaande uit land. Arlington ligt op ongeveer 86 m boven zeeniveau.

## Plaatsen in de nabije omgeving
De onderstaande figuur toont nabijgelegen plaatsen in een straal van 16 km rond Arlington.